# Aartsbisdom Maagdenburg
Het aartsbisdom Maagdenburg was een aartsbisdom binnen het Heilige Roomse Rijk. Het aartsbisdom ontstond in 968 en werd geregeerd door aartsbisschoppen, die vanaf 1545 het lutheranisme aanhingen. Het aartsbisdom werd na 1680 wettelijk onderdeel van Brandenburg-Pruisen en geseculariseerd tot het hertogdom Maagdenburg. Het kerkelijk gezag ging over in het bisdom Maagdenburg.

## Geschiedenis
Keizer Otto I stichtte in 937 het Mauritsklooster in Maagdenburg. Maagdenburg kreeg in 965 marktrecht en in 968 werd het Mauritsklooster omgezet in een domsticht voor het gelijktijdig gestichte aartsbisdom Maagdenburg. Het aartsbisdom was ongewoon klein. In 1128 kocht het aartsbisdom het graafschap Alsleben. In 1137 werd de aartsbisschop leenheer van de heren van Querfurt. In 1157 werd het land Jüterbog veroverd. In 1166 werd de rijksabdij Nienburg verworven en in 1179 de goederen van de paltsgraaf van Sommerschenburg. Het graafschap Seehausen werd in 1257 gekocht. Wettin, de stamzetel van het gelijknamige vorstenhuis, werd in 1288 verworven. In 1316 werd het graafschap Billingshoch met Wolmirstedt gekocht van Brandenburg. Na het uitsterven van de heren van Hadmersleben werden in 1367/1416 Hadmersleben en Engeln verworven. Na het uitsterven van de heren van de heren van Querfurt in 1496 viel hun heerlijkheid terug aan het prinsaartsbisdom.
De aartsbisschop verplaatste zijn residentie in 1503 naar Halle (Saale). De invoering van de Reformatie door het stadsbestuur van Maagdenburg verdiepte de tegenstellingen tussen het prinsaartsbisdom en de stad. In 1567 gingen aartsbisdom en domkapittel tot de Reformatie over. In 1628 werd de aartsbisschop afgezet door het domkapittel. In 1629 werd de Contrareformatie ingevoerd na het restitutie-edict. De Vrede van Praag van 1635 maakte een eind aan de werking van het restitutie-edict. De heerlijkheden Querfurt en Jüterbog, het ambt Dahme en de stad Burg kwamen toen in bezit van het keurvorstendom Saksen.
In paragraaf 6 van artikel 11 van de Vrede van Osnabrück in 1648 werd het aartsbisdom Maagdenburg toegewezen aan het keurvorstendom Brandenburg na het overlijden van de administrator August van Saksen. In paragraaf 9 was vastgelegd dat de vier heerlijkheden of ambten Querfurt, Jüterbog, Dahme en Burg bij het keurvorstendom Saksen zouden blijven.